# Ducado de Manchester

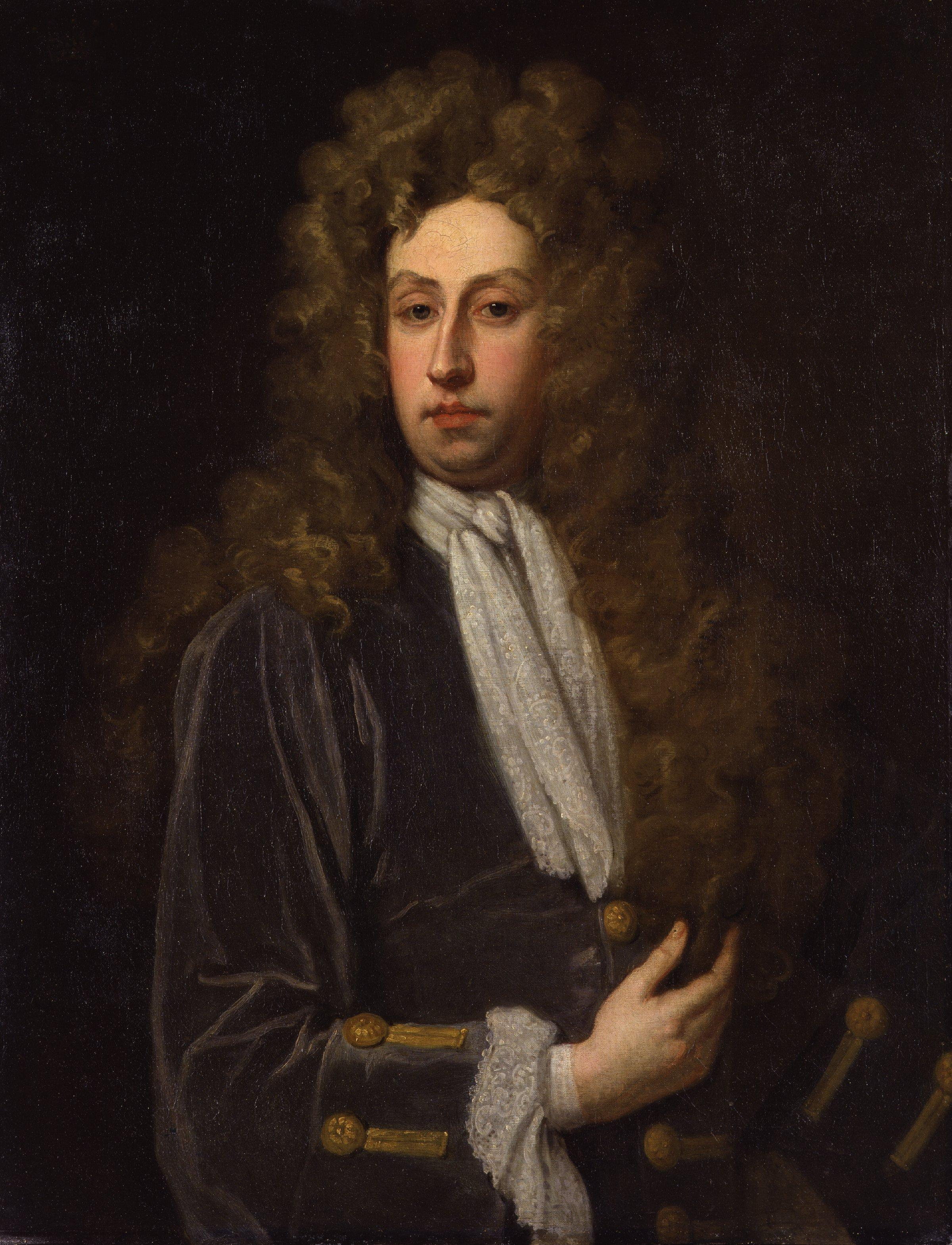
Charles Montagu, I duque de Mánchester.
Pintor: Sir Godfrey Kneller

Duque de Mánchester es un título de la nobleza de Gran Bretaña. Fue creado en 1719 al político Charles Montagu, IV conde de Mánchester y I duque de Mánchester, que sirvió notablemente como secretario de Estado para el Departamento del Sur. El duque de Mánchester es tratado como Su Gracia.
El duque de Mánchester posee los títulos subsidiarios de conde de Mánchester, vizconde Mandeville y barón Montagu de Kimbolton. El heredero del ducado lleva el título de cortesía de vizconde Mandeville.

## Lista de duques de Mánchester
- Charles Montagu, I duque de Mánchester
- William Montagu, II duque de Mánchester
- Robert Montagu, III duque de Mánchester
- George Montagu, IV duque de Mánchester
- William Montagu, V duque de Mánchester
- George Montagu, VI duque de Mánchester
- William Drogo Montagu, VII duque de Mánchester
- George Victor Drogo Montagu, VIII duque de Mánchester
- William Angus Drogo Montagu, IX duque de Mánchester
- Alexander George Francis Drogo Montagu, X duque de Mánchester
- Sidney Arthur Robin George Drogo Montagu, XI duque de Mánchester
- Angus Charles Drogo Montagu, XII duque de Mánchester
- Alexander Charles David Drogo Montagu, XIII duque de Mánchester